# Atletica leggera ai Giochi della XXI Olimpiade - Lancio del disco femminile

Video della Finale

Il lancio del disco ha fatto parte del programma femminile di atletica leggera ai Giochi della XXI Olimpiade. La competizione si è svolta nei giorni 28 e 29 luglio 1976 allo Stadio Olimpico (Montréal).

## Presenze ed assenze delle campionesse in carica
| Competizione      | Atleta        | Prestazione | Montréal 1976 |
| ----------------- | ------------- | ----------- | ------------- |
| Olimpiadi 1972    | Faïna Mel'nyk | 66,62 m     | Presente      |
| Commonwealth 1974 | Jane Haist    | 55,52 m     | Presente      |
| Europei 1974      | Faïna Mel'nyk | 69,00 m     | Presente      |
| Asiatici 1974     | Gao Yukui     | 51,84 m     | Cina assente  |
| Panamericani 1975 | Carmen Romero | 60,16 m     | Presente      |

1. ↑  La sovietica è anche detentrice del primato mondiale con 70,50 m.
2. ↑  Il gigante asiatico non partecipa ai Giochi dal 1952.

## Turno eliminatorio
Qualificazione55,00 m
Tredici atlete ottengono la misura richiesta.

La miglior prestazione appartiene a Gabriele Hinzmann (Germania Est), con 65,12 m.

## Finale
La gara è tra Faïna Mel'nyk, campionessa in carica e primatista mondiale, ed il resto del mondo. Si fa subito dura per la sovietica, che riceve il guanto di sfida dalla tedesca Est Schlaak: 69 metri esatti al primo turno, nuovo record olimpico. La Melik risponde solo con 64,80. Forse era un lancio di riscaldamento. Al secondo turno un altro exploit, questa volta della bulgara Vergova: 67,30. La situazione si complica. Ma la Melik non reagisce: 65 metri, poi addirittura 62. Cominciano i lanci di finale. Subito un 66,40 per la sovietica, che però non le permette di entrare in zona medaglie. Il quinto ed il sesto turno non muovono la classifica.
| Pos | Paese            | Atleta            | Misura  |
| --- | ---------------- | ----------------- | ------- |
|     | Germania Est     | Evelin Schlaak    | 69,00 m |
|     | Bulgaria         | Maria Vergova     | 67,30 m |
|     | Germania Est     | Gabriele Hinzmann | 66,84 m |
| 4   | Unione Sovietica | Faïna Mel'nyk     | 66,40 m |